# Argentinosaurus huinculensis
Argentinosaurus huinculensis ("argentinsk ödla från Huincul") är en art av dinosaurier som tillhör släktet Argentinosaurus, en växtätande titanosaurie från mitten av krita för 90-100 miljoner år sedan i det som idag är Argentina. Den levde på ökontinenten Sydamerika samtidigt med de enorma köttätarna Giganotosaurus och Mapusaurus, efter att alla dess mer kända laurasiatiska släktingar från juraperioden, så som Apatosaurus och Diplodocus, dött ut. Argentinosaurus var möjligen den största och tyngsta dinosaurie som någonsin funnits.

## Beskrivning
Man har inte hittat många rester efter Argentinosaurus, enbart några ryggkotor, skenben, fragmentariska revben och korsbenet. En ryggkota var 130 centimeter lång, och skenbenet var runt 155 centimeter. Trots att man hittat så få rester efter Argentinosaurus har paleontologer kunnat beräkna storleken och massan hos djuret genom att jämföra dess proportioner hos benen med andra sauropoder. Tidiga rekonstruktioner uppvisade ett djur som var 35 meter långt och vägde mellan 80 och 100 ton. Nyare studier som baseras på jämförelser med Saltasaurus, Opisthocoelicaudia och Rapetosaurus föreslår att Argentinosaurus mätte runt 22-26 meter. Dock kan den ha varit mindre än Bruhathkayosaurus, som kan ha blivit 44 meter lång och vägt 180 ton.

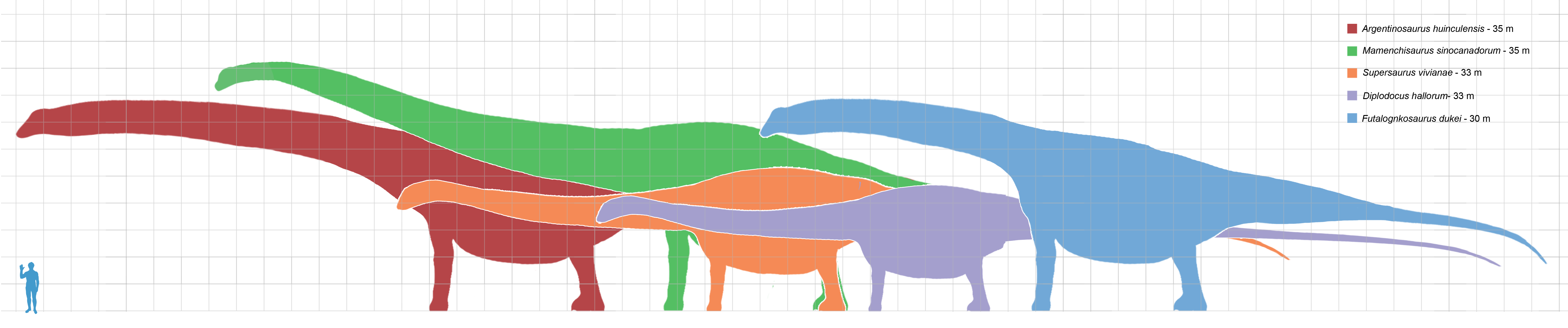
Storlektsjämförelse mellan de största sauropoderna (däribland Argentinosaurus i rött) och en människa.

Som andra sauropoder hade Argentinosaurus en lång hals och svans och en jättelik kropp som bars upp av fyra mycket kraftiga, pelarlika ben. Man tror att en del titanosaurider hade pansar på ryggen i form av benknappar och tjock hud, men man har hittills inte funnit belägg för att Argentinosaurus bar det.

## Etymologi och fyndplats
Typarten av Argentinosaurus, A. huinculensis, beskrevs vetenskapligt och publicerades av de argentinska paleontologerna José F Bonaparte och Rodolfo Coria år 1993. Den levde under albian- till cenomanianepokerna, det vill säga runt 112 till 94 miljoner år sedan. Man har hittat fossil efter Argentinosaurus i Río Limay-formationen i Neuquén-provinsen, Argentina. Namnet hedrar Argentina. Släktnamnet består även av den grekiska termen σαυρος/sauros, vilket betyder 'ödla', det allra vanligaste suffixet i dinosaurienamn. Artnamnet hänvisar till Plaza Huincul, staden där holotypen hittades.

## Klassificering och historia
Argentinosaurus placeras i familjen Titanosauria och är bara en av flera sauropodsläkten från Sydamerika som dök upp under 90-talet och som alla har gemensamt att de tillhör de största dinosaurier som någonsin hittats. Andra nya släkten inkluderar till exempel Andesaurus. I början av 2000-talet dök det upp ett nytt fynd från samma område som Argentinosaurus kommer från. Den nya sauropoden fick år 2006 namnet Puertasaurus reuili, och om uppskattningarna stämmer beräknas den ha varit åtminstone lika stor som Argentinosaurus, kanske till och med större, med en längd på 36-47 meter och en vikt på runt 110 ton.
Något som är intressant att notera är att Puertasaurus levde under slutet av krita, för cirka 70 miljoner år sedan. Detta tyder på att de gigantiska sauropoderna åtminstone på sydliga breddgrader fanns kvar ända till slutet av dinosauriernas tidsålder. Tidigare trodde man att de försvann för cirka 90 miljoner år sedan.
Argentinosaurus påminner mycket om den mindre Aegyptosaurus, vilken eventuellt kan ha utvecklats ur den förstnämnda.

## Ekologi
Mycket tyder på att Argentinosaurus, liksom andra sauropoder, var ett flockdjur. Detta stöds av såväl fotspår som fossila fynd av ägg och äggläggningskolonier med dussintals bon, där honorna lagt sina ägg. Trots djurens kolossala storlek blev de troligen ändå jagade av flockar med jättelika carnosaurier som till exempel Giganotosaurus och Mapusaurus.

## Inom populärkulturen
Argentinosaurus förekommer i en specialserie av Dinosauriernas tid, "Giganternas land", då den brittiske naturfilmaren Nigel Marven färdas 110 miljoner år tillbaka i tiden. Avsnittet handlar om en hjord av argentinosaurier som vandrar till en strand för att lägga ägg. Under färden attackeras de av en flock giganotosaurier. Nigel Marven placerar ut lastbilsvågar framför hjorden och kan på så vis bestämma bestarnas vikt till 100 ton. Argentinosaurus framträder också, tillsammans med Giganotosaurus, i IMAX-filmen Dinosaurs: Giants of Patagonia, där Dr. Rodolfo Coria visar platser där större fynd gjorts.